# Helionidia xantha
Helionidia xantha är en insektsart som beskrevs av Irena Dworakowska 1992. Helionidia xantha ingår i släktet Helionidia och familjen dvärgstritar. Inga underarter finns listade i Catalogue of Life.